# Francisco Mujica
Francisco Enrique Mujica (* 20. Februar 1936 in Araure) ist ein ehemaliger venezolanischer Radrennfahrer.

## Sportliche Laufbahn
Mujica war Straßenradsportler und Teilnehmer der Olympischen Sommerspiele 1960 in Rom. Im olympischen Straßenrennen schied er aus. Der Straßenvierer aus Venezuela wurde im Mannschaftszeitfahren mit José Ferreira, Francisco Mujica, Arsenio Chirinos und Víctor Chirinos auf dem 23. Platz klassiert. Über sein weiteres Leben und seine sportlichen Erfolge ist nichts bekannt.